# N (латиниця)
N — 14-та літера латинського алфавіту, у більшості мов називається «ен».

## Способи кодування
| Тип кодування | Верхній регістр «N» | Нижній регістр «n» |
| ------------- | ------------------- | ------------------ |
| Unicode       | +0043               | U+006E             |
| ASCII         | 78                  | 110                |
| Бінарний      | 01001110            | 01101110           |
| EBCDIC        | 213                 | 149                |
| HTML та XML   | N                   | n                  |

| Фонетичний алфавіт НАТО   | Фонетичний алфавіт НАТО | код Морзе                      | код Морзе    |
| November                  | November                | –·                             | –·           |
|                           |                         |                                | ⠝            |
| Морський прапорний сигнал | Семафорна абетка        | Американська мова жестів (ASL) | Шрифт Брайля |